# Ньюфаундленд (доминион)
Ньюфаундленд — британский доминион на территории нынешней провинции Канады Ньюфаундленд и Лабрадор. Существовал с 1907 года по 1949 год.
В 1855 году остров Ньюфаундленд получил право на местное самоуправление в виде избираемого парламента и формируемого им правительства. Отсутствие сколь-либо значительных экономических и культурных связей Ньюфаундленда с другими британскими колониями в Северной Америке не способствовало укреплению и политического союза с ними. При учреждении Канадского доминиона, планировалось включить в него и Ньюфаундленд. Однако местные негоцианты и банкиры не были в этом заинтересованы, поскольку канадское правительство проводило жёсткую протекционистскую политику с высокими пошлинами, тогда как ньюфаундлендцы жили за счёт открытой экономики, занимаясь экспортом трески в США, Великобританию и Европу. Вдобавок местная ирландская католическая община, составлявшая половину населения колонии, противилась слиянию с протестантскими регионами Британской Америки. В 1869 году местное правительство отказалось от вступления в Канадскую конфедерацию, и политическая обособленность Ньюфаундленда от остальных провинций современной Канады сохранялась ещё на протяжении 80 лет.
26 сентября 1907 года Ньюфаундленд и Новая Зеландия получили статус доминионов.
В 1927 году к Ньюфаундленду решением Cудебного комитета Тайного совета была присоединена значительная часть (около 300 тыс. км²) полуострова Лабрадор. Принадлежность этой территории Ньюфаундленду долгое время оспаривалась провинцией Квебек, в состав которой вошла остальная часть полуострова. Партия Национальный союз, стоявшая в Квебеке у власти в 1936—1960 годах, продолжала считать весь Лабрадор частью квебекской территории.
Согласно Вестминстерскому статуту 11 декабря 1931 года, Ньюфаундленд вместе с Канадой, Австралией, Новой Зеландией, Южно-Африканским Союзом и Ирландией стал независимым государством в свободной ассоциации доминионов в Британском содружестве наций.
В 1934 году в результате мирового экономического кризиса хозяйство Ньюфаундленда пришло к полнейшему финансовому краху — настолько глубокому, что по запросу правительства доминиона его самостоятельность была отменена и Ньюфаундленд вернулся в статус колонии под управлением назначенной Лондоном специальной комиссии.
В 1948 году был проведён референдум по вопросу о будущем колонии, на котором незначительным большинством (52 %) победили сторонники присоединения к Канаде. 